# Qawam-ad-Dawla
Abu-l-Fawaris Qawam-ad-Dawla (abril de 1000 – octubre/novembre de 1028) fou emir buwàyhida de Kirman (1012–1028). Era fill de Baha al-Dawla (mort el 1012).
A la mort del pare el va succeir el seu fill gran Sultan-ad-Dawla que va nomenar Abu l-Fawaris com a governador de la província de Kirman. Quan Sultan al-Dawla va sortir de Fars per anar a l'Iraq, Abu l-Fawaris es va revoltar i es va aliar als gaznèvides; va agafar el títol de Kawam al-Dawla (Qawam-ad-Dawla). Va envair Fars i el va ocupar en gran part però el seu germà va contraatacar i va aconseguir expulsar-lo però va poder conservar Kirman, que finalment li fou reconegut en el tractat general de pau de 1022. Sultan al-Dawla va morir el desembre de 1024, i el seu fill Abu Kalidjar només tenia 16 anys, per la qual cosa li va disputar la successió, però el jove va resistir; la lluita va durar fins a la mort de Kawam al-Dawla a final de 1028, es diu que enverinat. Abu Kalidjar va agafar el control de Kirman.